# Trubkovec
Trubkovec (Orthosiphon) je rod rostlin z čeledi hluchavkovitých, rozšířený převážně v paleotropické oblasti. Zahrnuje asi 40 druhů, řazen je do podčeledi Nepetoideae a tribu Ocimeae. Mnohé druhy patří mezi léčivé, okrasné a medonosné rostliny. Hojně se účinky trubkovce konkrétně druhu osinatého využívají v lidové, ale i oficiální asijské medicíně převážně pro ke zlepšení funkce vylučování ledvin a zažívání i jako pomocný prostředek při snižování tělesné hmotnosti, protože odvodňuje organismus.

## Popis
Keře, případně vytrvalé i jednoleté byliny, některé druhy jsou aromatické, jiné ne. U některých je vyvinuta geoxylie, tedy výrazný podzemní růst. Listy jsou jednoduché, vstřícné, řapíkaté nebo přisedlé. Květy jsou oboupohlavné, pětičetné, uspořádané v lichopřeslenech, které dál formují koncová hroznovitá nebo latovitá květenství. Kalich je dvoupyský, svrchní pysk je rozdělen do čtyř cípů; bývá nápadně barevný a se zralostí plodů se výrazně zvětšuje. Koruna je také dvoupyská, bílá nebo načervenalá. Tyčinky jsou čtyři, jsou dvoumocné, u některých druhů (především Orthosiphon aristatus) vyčnívají daleko z korunní trubky. Květy jsou opylovány blanokřídlým hmyzem, motýly nebo ptáky. Plody jsou vejčité nebo kulovité tvrdky rozpadající se na 4 merikarpia.

## Ekologie a rozšíření
Rod je rozšířen převážně v paleotropické oblasti. Jeho areál zahrnuje tropickou Afriku, Madagaskar a ostrovy Indického oceánu, Arabský poloostrov, Indomalajskou oblast, Indočínu, Indonésii a Papuasii, zasahuje až do severovýchodní Austrálie. Jeden druh (Orthosiphon americanus) roste v Kolumbii v Jižní Americe. Jako léčivé a okrasné rostliny byly rozšířeny i do jiných světových oblastí s tropickým nebo subtropickým klimatem.
Rostliny obývají především travnaté a křovinaté pláně s nezapojenou vegetací, řídké světlé lesy a lesní lemy. Dávají přednost místům s dostatečnou vlhkostí, rostou v polostínu, na vlhkých místech i v plném slunci.

## Význam
Pro nápadné a zajímavě utvářené květy jsou trubkovce v tropech pěstovány jako okrasné rostliny v několika vyšlechtěných kultivarech. Některé jsou využívány v lidovém i oficiálním léčitelství jako diuretikum, na posílení vylučovací funkce ledvin, k odvodňování organismu a ke snižování krevního tlaku. Užívají se sušené listy z nichž se připravuje nálev, obsahují terpenické látky, organické kyseliny, saponiny a flavonoidy; prodávány jsou i v ČR pod názvem „javánský čaj“. Patří též mezi medonosné rostliny.

## Užití v asijské medicíně
Trubkovec s druhovým označením osinatý je pro své účinky velmi ceněný ve východní - asijské medicíně. Je běžně známý jako misai kucing a kumis kucing a hojně pěstuje v jihovýchodní Asii a tropických zemích. Listy této rostliny jsou známé jako „jávský čaj“ a používají se hlavně k přípravě bylinného čaje běžně v jihovýchodní Asii a evropských zemích. Jiná označení pro trubkovce osinatého, lat. Orthosiphon aristatus zahrnují také Orthosiphon spicatus, Orthosiphon blaetter, již zmíněný kumis kucing, Indischer Nierentee, Feuilles de Barbiflore a de Java.
Trubkovec osinatý se po staletí používá v tradiční medicíně zejména k boji s onemocněním močového ústrojí.
Mnoho farmakologických studií prokázalo schopnost této rostliny vykazovat antimikrobiální, antioxidační, hepatoprotektivní, antigenotoxické, antiplazmodiální, cytotoxické, kardioaktivní, antidiabetické, protizánětlivé aktivity. Byla řešena důležitá a různá experimentální data spolu s přehledem všech fytochemikálií identifikovaných v této rostlině, včetně flavonoidů, terpenoidů a esenciálních olejů. Bylina má široké tradiční a farmakologické použití u různých patofyziologických stavů. Proto je atraktivním předmětem pro další experimentální a klinická zkoumání.
Listy a špičky stonků vykazují dle východní medicíny prospěšné hodnoty. Díky této vlastnosti byla tato rostlina převážně v Asii ve velké míře tradičně využita v souvislosti s lidským onemocněním a stavy, jako jsou diuretika, revmatismus, bolesti břicha, zánět ledvin a močového měchýře, otoky, dna a hypertenze. Listy rostliny vykazuje farmakologické aktivity, jako jsou antibakteriální, antihypertenzní a vazodilatační účinky.

## Galerie

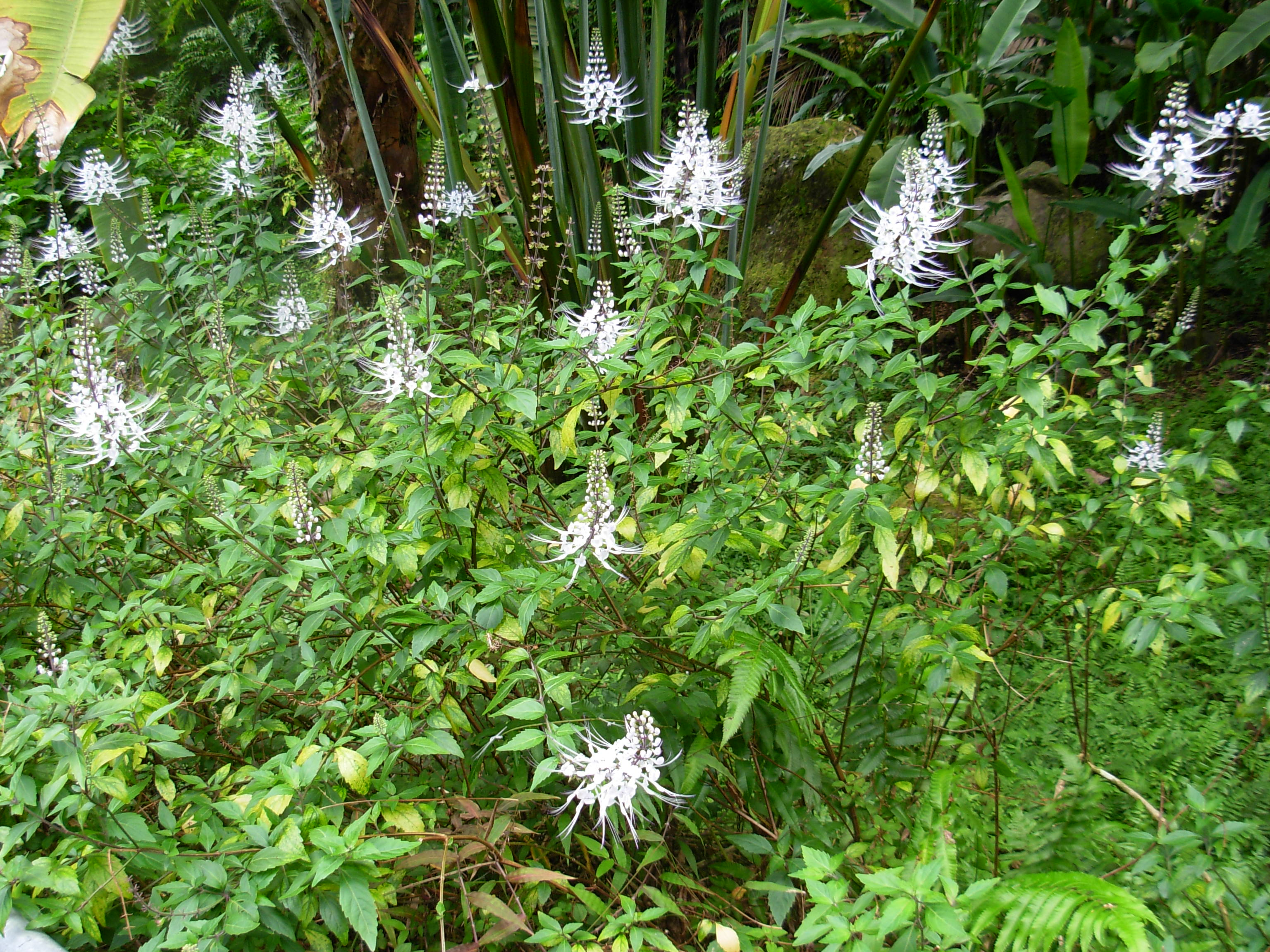
Trubkovec osinatý – celkový habitus
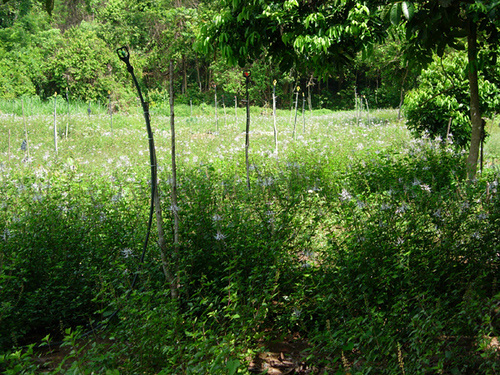
Porost trubkovce na typickém stanovišti
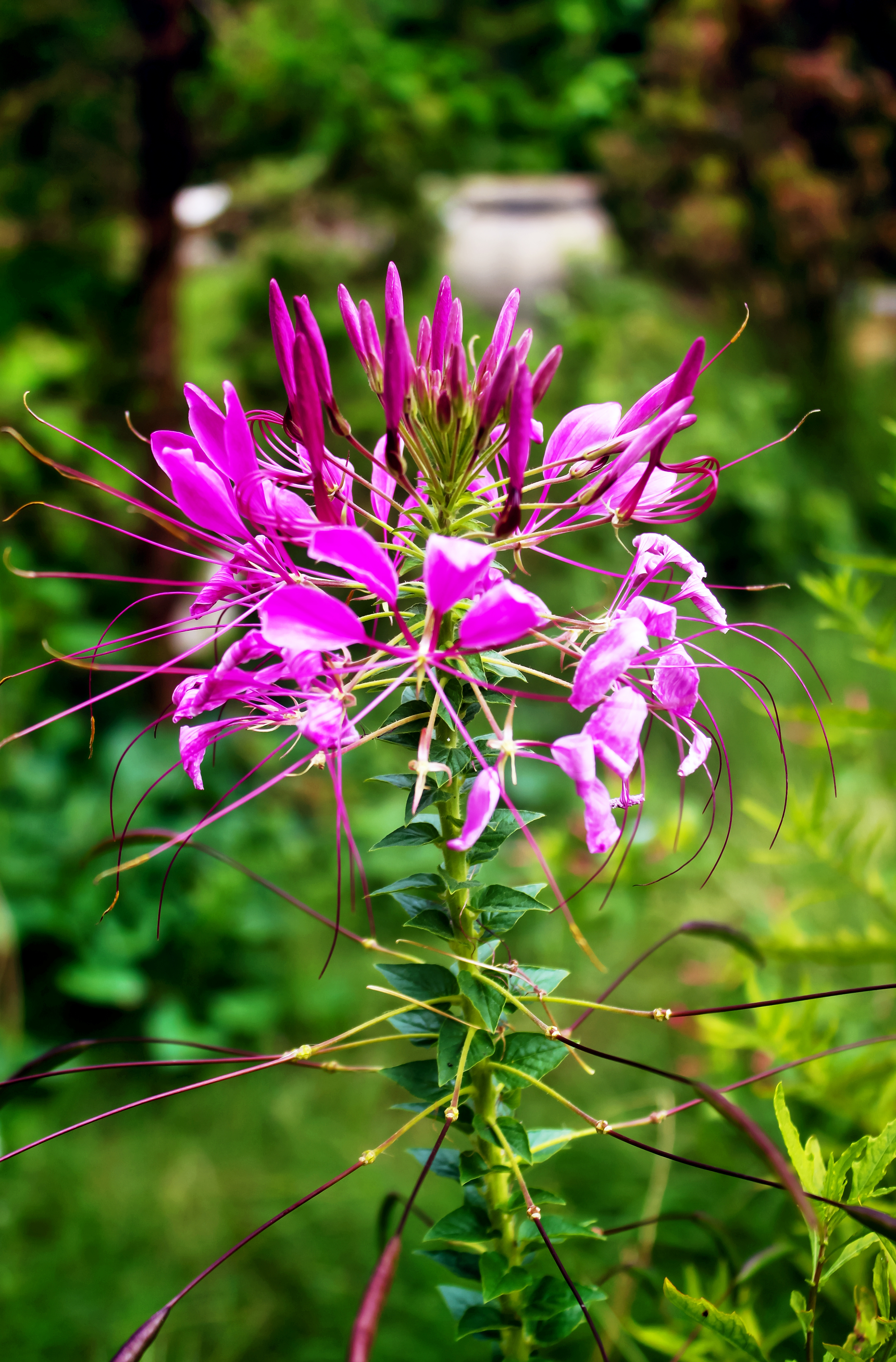
Okrasný růžový kultivar
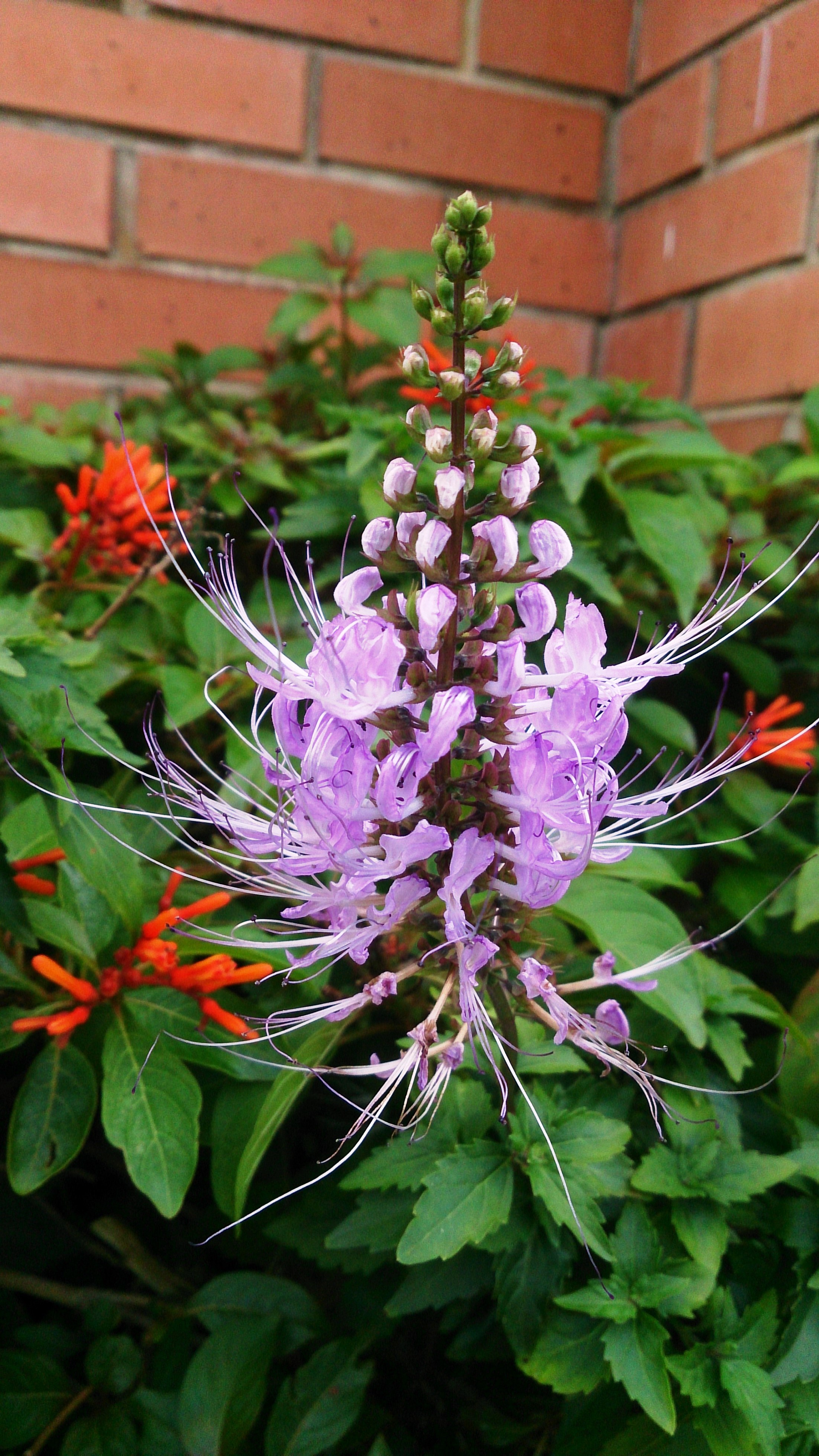
Kultivar 'Purple'
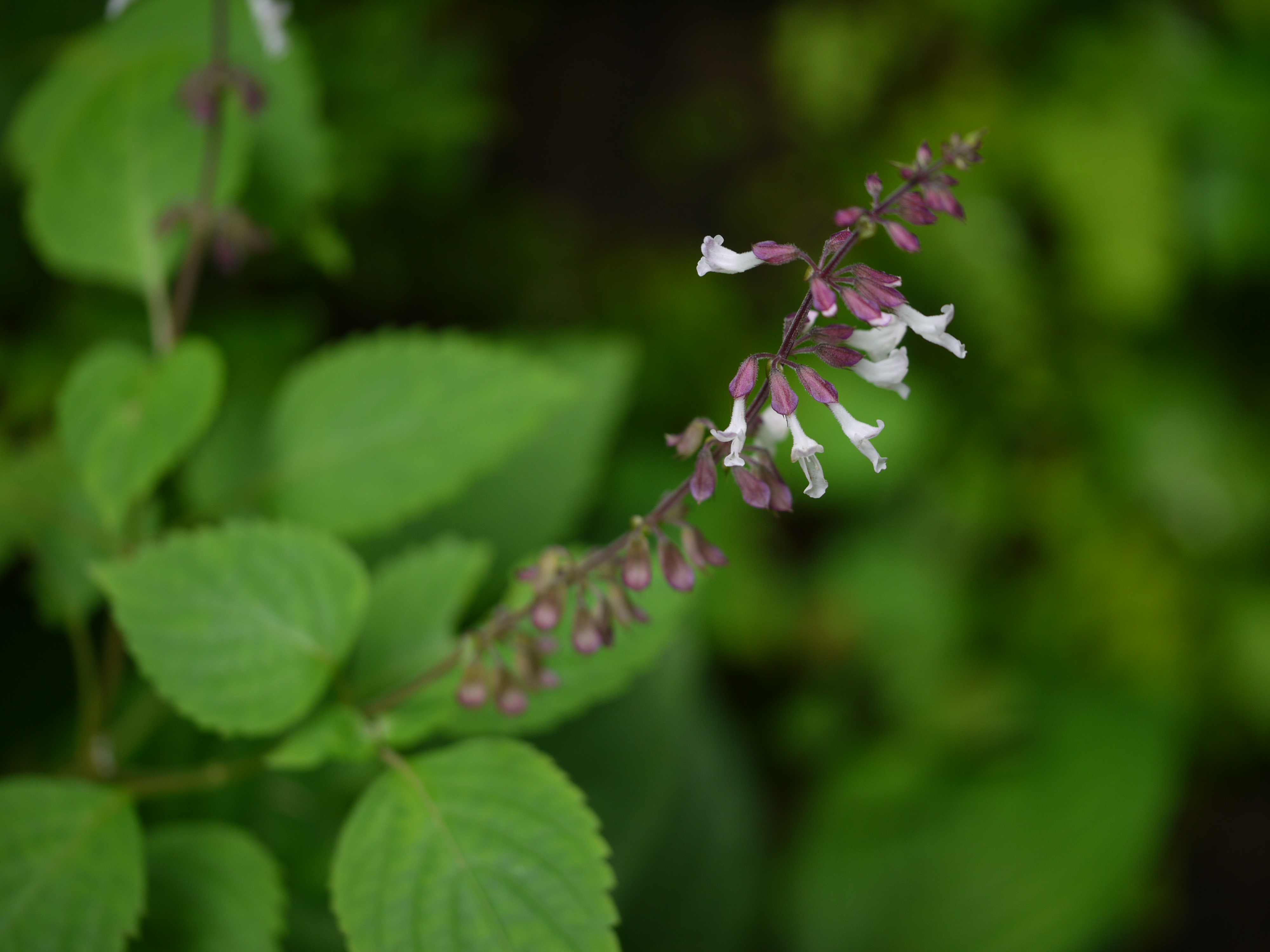
Orthosiphon rubicundus
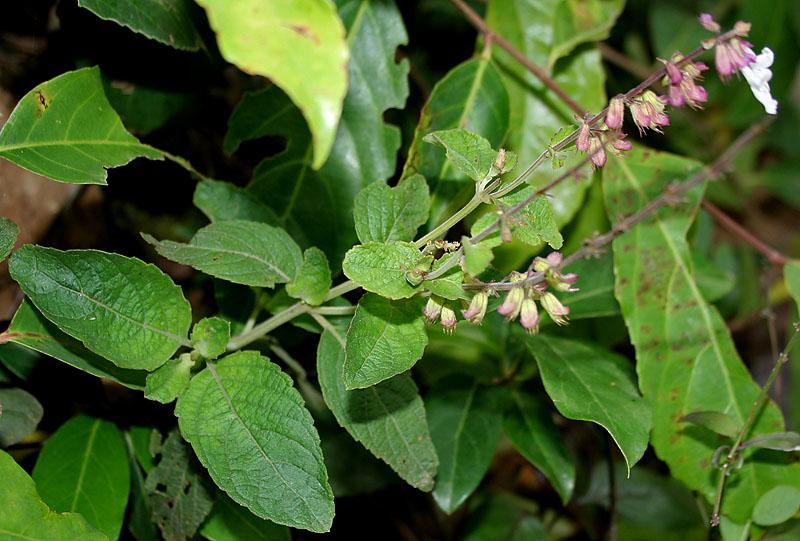
Orthosiphon pallidus